# 圣安东尼奥-杜安帕鲁
圣安东尼奥-杜安帕鲁是巴西米纳斯吉拉斯州的一个市镇。总面积491.725平方公里，总人口17255人，人口密度35.1人/平方公里。